# 马岭镇 (荔浦市)
马岭镇，是中华人民共和国广西壮族自治区桂林市荔浦市下辖的一个乡镇级行政单位。

## 行政区划
马岭镇下辖以下地区：
马岭社区、合安村、德安村、广安村、福德村、克新村、大地村、洞田村、文华村、永明村、新寨村、凤凰村、同善村、长安村和地狮村。

## 中国传统村落
2012年，永明村小青山屯被评为首批“中国传统村落”。